# 金属アミド
金属アミド（きんぞくアミド）はアミン (R−NH2) の水素原子を金属原子 (M) に置き換えた化合物 (R−NH−M) である。アザニド (azanide) とも呼ばれる。

## 命名法
金属アミドは対応するアミンの語尾を -ine（イン）から -ide（イド）に換え、対カチオンを元のアミンの前に持ってくることで命名できる。
- ジイソプロピルアミン (diisopropylamine) → リチウムジイソプロピルアミド (lithium diisopropylamide)
- アニリン (aniline) → リチウムアニリド(lithium anilide)

接尾語を -ine から -ide にすることで、塩素 (chlorine) が塩化物 (chloride) になるのと同様、「アミド (amide)」とは元来、アミン (amine) からプロトンを取り除いてできるアニオンを示す。また、アミン誘導体に対して用いられる -アザン (-azan) の場合には -アジド (-azide) もしくは -アザニド (-azanide) とすることでアニオン種であることを示す。

## 合成法
金属アミドは一般的には対応するアミンのプロトンを強塩基で引き抜いて調製する。
{\displaystyle {\ce {{^{\mathbf {n} }BuLi}+HN(CHMe2)2->{LiN(CHMe2)2}+^{\mathbf {n} }Bu-H}}}
市販されている金属アミドも多数ある。

## 物性・反応
合成法で示したように、アミドはアミンと強い塩基（アルキルリチウムなど）から合成される。特にリチウムジイソプロピルアミドなど立体的にかさ高い2級アミンから得られる金属アミドは通常のアルキルリチウムなどに比べて求核性が弱いことから、求核付加反応を避けたい場面で用いられる。

## 代表例
- ナトリウムアミド (sodium amide) NaNH2
- リチウムジイソプロピルアミド (lithium diisopropylamide, LDA) LiN(CH(CH3)2)2
- ナトリウムビス(トリメチルシリル)アミド (Sodium bis(trimethylsilyl)amide, NaHMDS) NaN(Si(CH3)3)2